# The Prairie Pirate
The Prairie Pirate (Brasil: O Sinete Amarelo ) é um filme dos Estados Unidos de 1925, do gênero faroeste, dirigido por Edmund Mortimer e estrelado por Harry Carey.

## Elenco
- Harry Carey ... Brian Delaney
- Trilby Clark ... Teresa Esteban
- Lloyd Whitlock ... Howard Steele
- Robert Edeson ... Don Esteban
- Fred Kohler ... Aguilar (o bandido)
- Jean Dumas ... Ruth Delaney
- Tote Du Crow ... José (não creditado)
- Bert Lindley ... Xerife (não creditado)
- Evelyn Selbie ... Madre (não creditada)